# Caignac
Cet article possède un paronyme, voir Cognac.
Caignac est une commune française située dans l'est du département de la Haute-Garonne, en région Occitanie. Sur le plan historique et culturel, la commune est dans le Lauragais, l'ancien « Pays de Cocagne », lié à la fois à la culture du pastel et à l’abondance des productions, et de « grenier à blé du Languedoc ».
Exposée à un climat océanique altéré, elle est drainée par la Thésauque, le ruisseau de Gardijol, le ruisseau de ribigou et par divers autres petits cours d'eau.
Caignac est une commune rurale qui compte 414 habitants en 2022, après avoir connu une forte hausse de la population depuis 1975. Elle fait partie de l'aire d'attraction de Toulouse. Ses habitants sont appelés les Caignacais ou  Caignacaises.

## Géographie

### Localisation
La commune de Caignac se trouve dans le département de la Haute-Garonne, en région Occitanie.
Elle se situe à 38 km à vol d'oiseau de Toulouse, préfecture du département, et à 25 km d'Escalquens, bureau centralisateur du canton d'Escalquens dont dépend la commune depuis 2015 pour les élections départementales.
La commune fait en outre partie du bassin de vie de Nailloux.
Les communes les plus proches sont : 
Marquein (2,1 km), Lagarde (2,7 km), Beauteville (3,6 km), Monestrol (3,6 km), Saint-Michel-de-Lanès (3,8 km), Gibel (4,1 km), Montclar-Lauragais (4,5 km), Fajac-la-Relenque (4,7 km).
Sur le plan historique et culturel, Caignac fait partie du Lauragais, occupant une vaste zone, autour de l’axe central que constitue le canal du Midi, entre les agglomérations de Toulouse au nord-ouest et Carcassonne au sud-est et celles de Castres au nord-est et Pamiers au sud-ouest. C'est l'ancien « Pays de Cocagne », lié à la fois à la culture du pastel et à l’abondance des productions, et de « grenier à blé du Languedoc ».
Caignac est limitrophe de cinq autres communes dont deux dans le département de l'Aude.
Les communes limitrophes sont  Gibel, Lagarde, Marquein, Monestrol et Saint-Michel-de-Lanès.
| Monestrol | Lagarde         |                              |
|           | Caignac         | Saint-Michel-de-Lanès (Aude) |
| Gibel     | Marquein (Aude) |                              |

### Géologie
La superficie de la commune est de 936 hectares ; son altitude varie de 203 à 310 mètres.

### Hydrographie

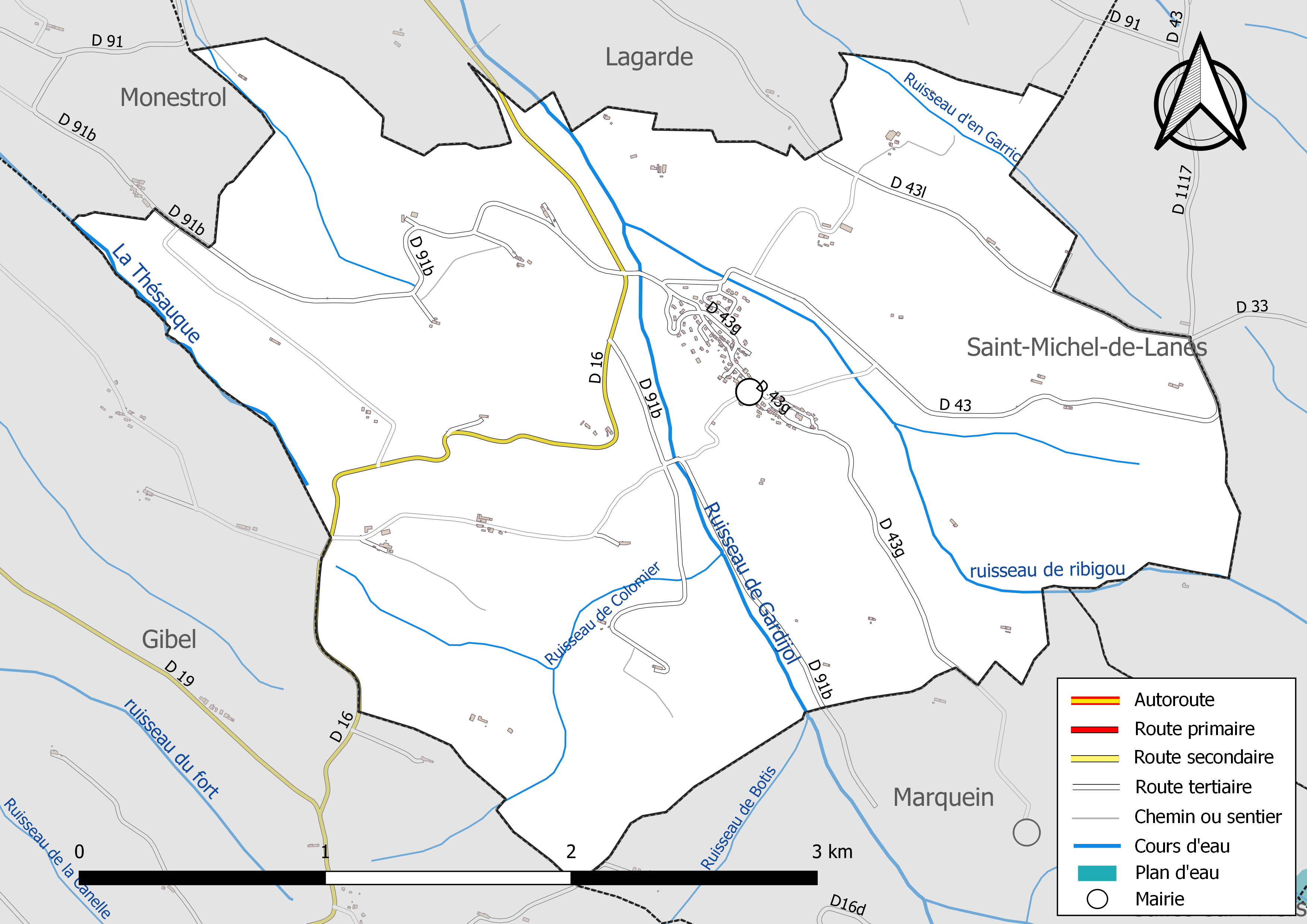
Réseaux hydrographique et routier de Caignac.

La commune est dans le bassin de la Garonne, au sein du bassin hydrographique Adour-Garonne. Elle est drainée par la Thésauque, le ruisseau de Gardijol, le ruisseau de ribigou, le ruisseau de Colomier, le ruisseau d'en Garric et par divers petits cours d'eau, constituant un réseau hydrographique de 12 km de longueur totale,.
La Thésauque, d'une longueur totale de 16,7 km, prend sa source dans la commune et s'écoule vers le nord. Il traverse la commune et se jette dans l'Hers-Mort à Villenouvelle.
Le ruisseau de Gardijol, d'une longueur totale de 22,2 km, prend sa source dans la commune de Mézerville et s'écoule vers le nord. Il traverse la commune et se jette dans l'Hers-Mort à Gardouch, après avoir traversé 9 communes.

### Climat
Pour des articles plus généraux, voir Climat de l'Occitanie et Climat de la Haute-Garonne.
En 2010, le climat de la commune est de type climat du Bassin du Sud-Ouest, selon une étude s'appuyant sur une série de données couvrant la période 1971-2000. En 2020, Météo-France publie une typologie des climats de la France métropolitaine dans laquelle la commune est exposée à un climat océanique altéré et est dans la région climatique Aquitaine, Gascogne, caractérisée par une pluviométrie abondante au printemps, modérée en automne, un faible ensoleillement au printemps, un été chaud (19,5 °C), des vents faibles, des brouillards fréquents en automne et en hiver et des orages fréquents en été (15 à 20 jours).
Pour la période 1971-2000, la température annuelle moyenne est de 13 °C, avec une amplitude thermique annuelle de 15,7 °C. Le cumul annuel moyen de précipitations est de 766 mm, avec 9,6 jours de précipitations en janvier et 5,6 jours en juillet. Pour la période 1991-2020, la température moyenne annuelle observée sur la station météorologique la plus proche, située sur la commune de Ségreville à 19 km à vol d'oiseau, est de 13,4 °C et le cumul annuel moyen de précipitations est de 747,6 mm,. Pour l'avenir, les paramètres climatiques de la commune estimés pour 2050 selon différents scénarios d'émission de gaz à effet de serre sont consultables sur un site dédié publié par Météo-France en novembre 2022.

### Milieux naturels et biodiversité
Aucun espace naturel présentant un intérêt patrimonial n'est recensé sur la commune dans l'inventaire national du patrimoine naturel,,.

## Urbanisme

### Typologie
Au 1er janvier 2024, Caignac est catégorisée commune rurale à habitat dispersé, selon la nouvelle grille communale de densité à sept niveaux définie par l'Insee en 2022.
Elle est située hors unité urbaine. Par ailleurs la commune fait partie de l'aire d'attraction de Toulouse, dont elle est une commune de la couronne,. Cette aire, qui regroupe 527 communes, est catégorisée dans les aires de 700 000 habitants ou plus (hors Paris),.

### Occupation des sols
L'occupation des sols de la commune, telle qu'elle ressort de la base de données européenne d’occupation biophysique des sols Corine Land Cover (CLC), est marquée par l'importance des territoires agricoles (97,4 % en 2018), en diminution par rapport à 1990 (100 %). La répartition détaillée en 2018 est la suivante : 
terres arables (92,1 %), zones agricoles hétérogènes (5,2 %), zones urbanisées (2,6 %). L'évolution de l’occupation des sols de la commune et de ses infrastructures peut être observée sur les différentes représentations cartographiques du territoire : la carte de Cassini (XVIIIe siècle), la carte d'état-major (1820-1866) et les cartes ou photos aériennes de l'IGN pour la période actuelle (1950 à aujourd'hui).

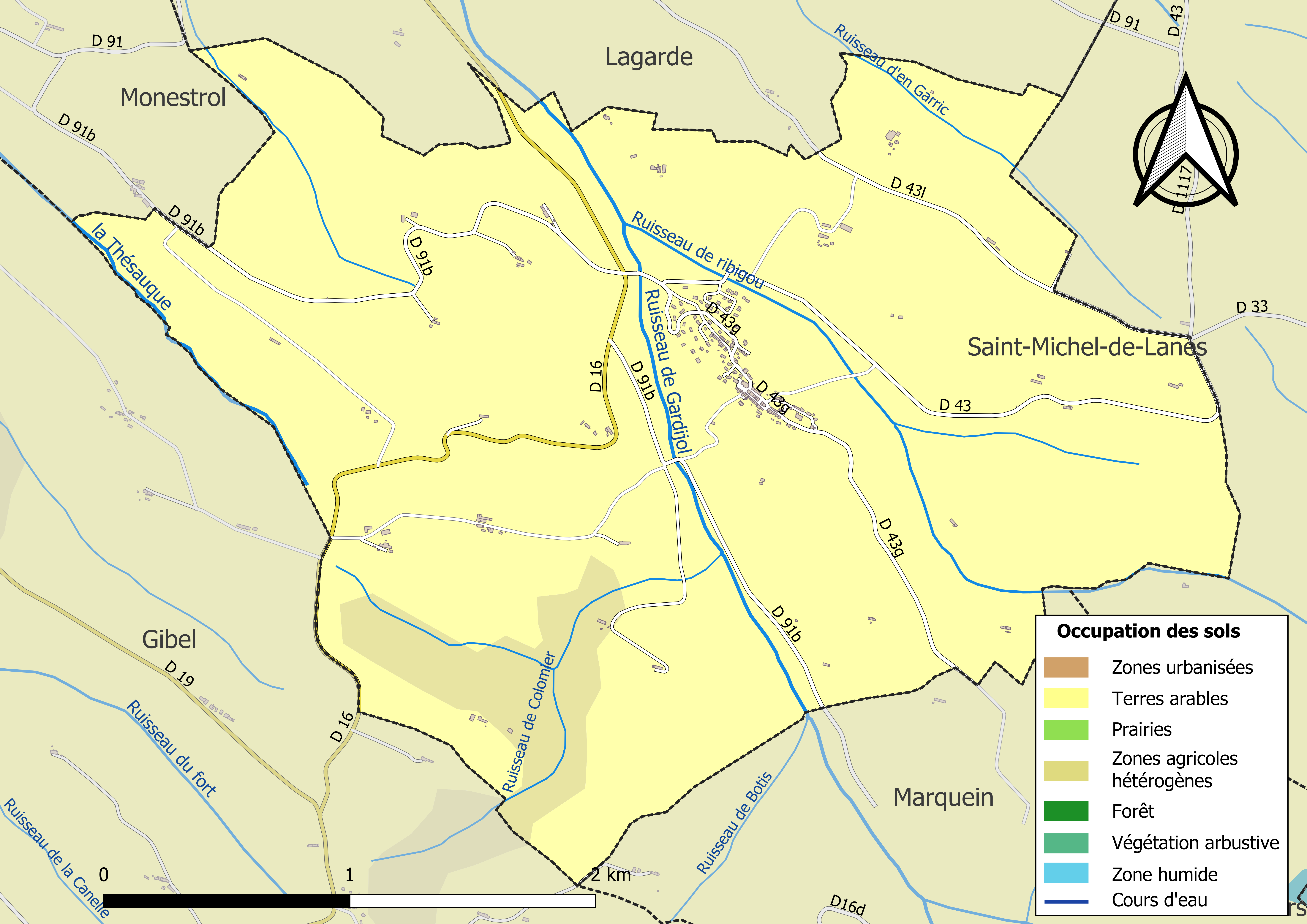
Carte des infrastructures et de l'occupation des sols de la commune en 2018 (CLC).

### Voies de communication et transports
La ligne express Hop!303 du réseau liO Arc-en-Ciel permet de rejoindre la station Université-Paul-Sabatier du métro de Toulouse depuis le centre de la commune.

### Risques majeurs
Le territoire de la commune de Caignac est vulnérable à différents aléas naturels : météorologiques (tempête, orage, neige, grand froid, canicule ou sécheresse), inondations et séisme (sismicité très faible). Un site publié par le BRGM permet d'évaluer simplement et rapidement les risques d'un bien localisé soit par son adresse soit par le numéro de sa parcelle.
Certaines parties du territoire communal sont susceptibles d’être affectées par le risque d’inondation par débordement de cours d'eau, notamment le Thésauque. La commune a été reconnue en état de catastrophe naturelle au titre des dommages causés par les inondations et coulées de boue survenues en 1982, 1999, 2009 et 2018,.

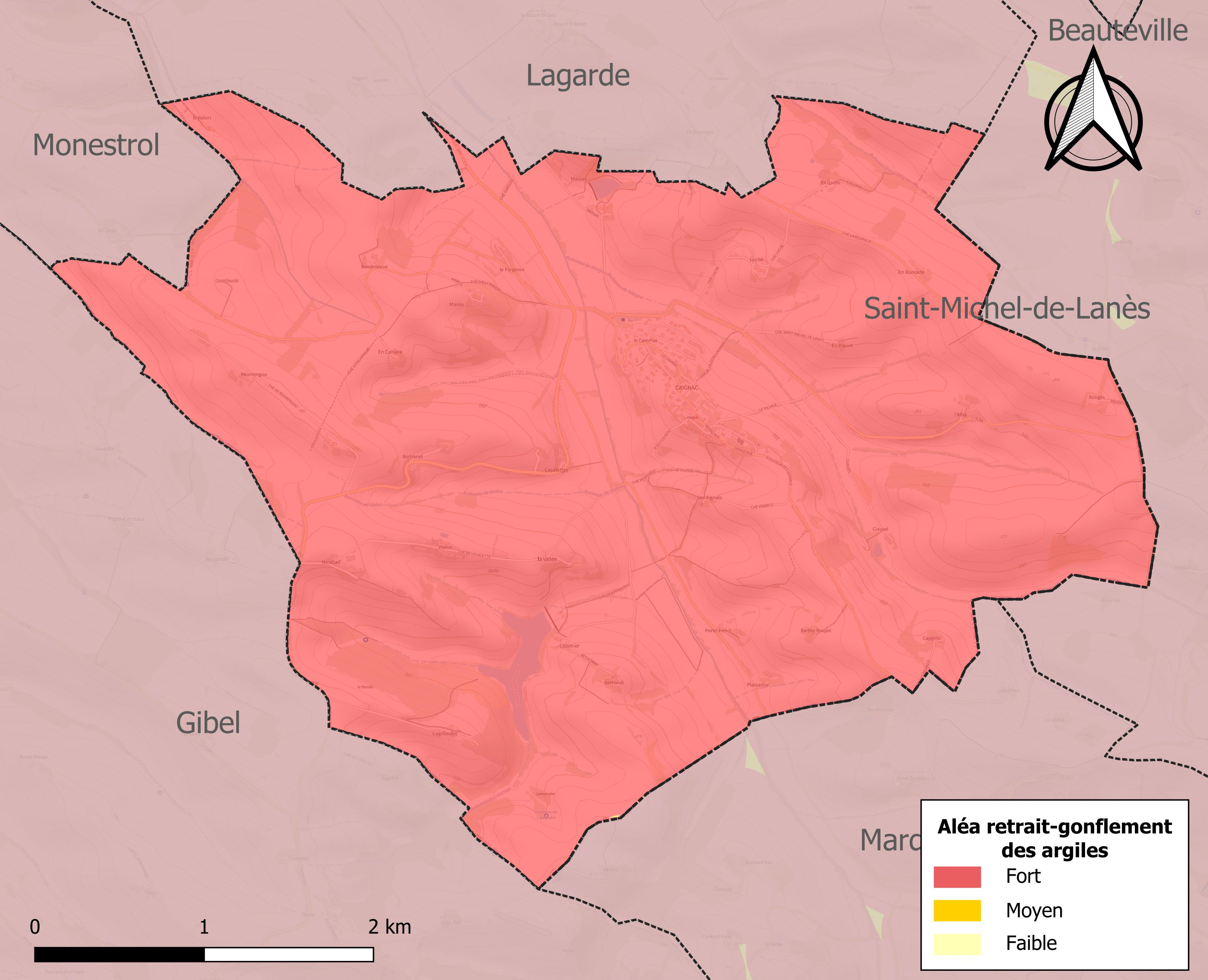
Carte des zones d'aléa retrait-gonflement des sols argileux de Caignac.

Le retrait-gonflement des sols argileux est susceptible d'engendrer des dommages importants aux bâtiments en cas d’alternance de périodes de sécheresse et de pluie. La totalité de la commune est en aléa moyen ou fort (88,8 % au niveau départemental et 48,5 % au niveau national). Sur les 152 bâtiments dénombrés sur la commune en 2019, 152 sont en aléa moyen ou fort, soit 100 %, à comparer aux 98 % au niveau départemental et 54 % au niveau national. Une cartographie de l'exposition du territoire national au retrait gonflement des sols argileux est disponible sur le site du BRGM,.
Par ailleurs, afin de mieux appréhender le risque d’affaissement de terrain, l'inventaire national des cavités souterraines permet de localiser celles situées sur la commune.
Concernant les mouvements de terrains, la commune a été reconnue en état de catastrophe naturelle au titre des dommages causés par la sécheresse en 2016 et par des mouvements de terrain en 1999.

## Les Hospitaliers
Caignac fut le chef-lieu d'une commanderie des Hospitaliers de l'ordre de Saint-Jean de Jérusalem. La présence de cet ordre militaire étant attestée depuis le début du XIIe siècle,.

## Politique et administration

### Administration municipale
Le nombre d'habitants au recensement de 2011 étant compris entre 100 et 499, le nombre de membres du conseil municipal pour l'élection de 2014 est de onze,.

### Rattachements administratifs et électoraux
Commune faisant partie de la septième circonscription de la Haute-Garonne de la communauté de communes des Terres du Lauragais et du canton d'Escalquens (avant le redécoupage départemental de 2014, Caignac faisait partie de l'ex-canton de Nailloux) et avant le 1er janvier 2017 elle faisait partie de la communauté de communes des Coteaux du Lauragais Sud.

### Liste des maires
| Période   | Période  | Identité        | Étiquette | Qualité      |
| --------- | -------- | --------------- | --------- | ------------ |
| 1981      | 2014     | Christian Mérou | PS        |              |
| 2014      | 2020     | Alain Dou       | SE        | Retraité EDF |
| mars 2020 | en cours | Serge Barthes   |           |              |

## Population et société

### Démographie
L'évolution du nombre d'habitants est connue à travers les recensements de la population effectués dans la commune depuis 1793. Pour les communes de moins de 10 000 habitants, une enquête de recensement portant sur toute la population est réalisée tous les cinq ans, les populations de référence des années intermédiaires étant quant à elles estimées par interpolation ou extrapolation. Pour la commune, le premier recensement exhaustif entrant dans le cadre du nouveau dispositif a été réalisé en 2008.

En 2022, la commune comptait 414 habitants, en évolution de +28,97 % par rapport à 2016 (Haute-Garonne : +8,02 %, France hors Mayotte : +2,11 %).
| 1793 | 1800 | 1806 | 1821 | 1831 | 1836 | 1841 | 1846 | 1851 |
| ---- | ---- | ---- | ---- | ---- | ---- | ---- | ---- | ---- |
| 452  | 489  | 521  | 561  | 567  | 555  | 574  | 560  | 595  |

| 1856 | 1861 | 1866 | 1872 | 1876 | 1881 | 1886 | 1891 | 1896 |
| ---- | ---- | ---- | ---- | ---- | ---- | ---- | ---- | ---- |
| 608  | 626  | 628  | 591  | 583  | 558  | 491  | 462  | 407  |

| 1901 | 1906 | 1911 | 1921 | 1926 | 1931 | 1936 | 1946 | 1954 |
| ---- | ---- | ---- | ---- | ---- | ---- | ---- | ---- | ---- |
| 405  | 364  | 367  | 317  | 303  | 291  | 279  | 232  | 245  |

| 1962 | 1968 | 1975 | 1982 | 1990 | 1999 | 2006 | 2008 | 2013 |
| ---- | ---- | ---- | ---- | ---- | ---- | ---- | ---- | ---- |
| 197  | 170  | 152  | 130  | 161  | 188  | 242  | 257  | 294  |

| 2018 | 2022 | - | - | - | - | - | - | - |
| ---- | ---- | - | - | - | - | - | - | - |
| 390  | 414  | - | - | - | - | - | - | - |

| selon la population municipale des années : | 1968 | 1975 | 1982 | 1990 | 1999 | 2006 | 2009 | 2013 |
| Rang de la commune dans le département      | 334  | 304  | 402  | 387  | 350  | 344  | 333  | 323  |
| Nombre de communes du département           | 592  | 582  | 586  | 588  | 588  | 588  | 589  | 589  |

### Enseignement
Caignac fait partie de l'académie de Toulouse.

### Culture et festivité
Foyer rural, salle des fêtes.

### Sports
Chasse, pétanque, randonnée pédestre.

### Écologie et recyclage
La collecte et le traitement des déchets des ménages et des déchets assimilés ainsi que la protection et la mise en valeur de l'environnement se font dans le cadre de la Communauté de Communes des Terres du Lauragais  (anciennement Communauté de communes des Coteaux du Lauragais Sud).
Une déchèterie est située sur la commune de Montgeard sur la route de Nailloux à Calmont.

## Économie

### Revenus
En 2018  (données Insee publiées en septembre 2021), la commune compte 147 ménages fiscaux, regroupant 368 personnes. La médiane du revenu disponible par unité de consommation est de 23 350 € (23 140 € dans le département).

### Emploi
|                | 2008  | 2013  | 2018  |
| -------------- | ----- | ----- | ----- |
| Commune        | 1,7 % | 5,2 % | 6,6 % |
| Département    | 7,7 % | 9,6 % | 9,3 % |
| France entière | 8,3 % | 10 %  | 10 %  |

En 2018, la population âgée de 15 à 64 ans s'élève à 243 personnes, parmi lesquelles on compte 81,1 % d'actifs (74,5 % ayant un emploi et 6,6 % de chômeurs) et 18,9 % d'inactifs,. Depuis 2008, le taux de chômage communal (au sens du recensement) des 15-64 ans est inférieur à celui de la France et du département.
La commune fait partie de la couronne de l'aire d'attraction de Toulouse, du fait qu'au moins 15 % des actifs travaillent dans le pôle,. Elle compte 31 emplois en 2018, contre 32 en 2013 et 36 en 2008. Le nombre d'actifs ayant un emploi résidant dans la commune est de 183, soit un indicateur de concentration d'emploi de 16,9 % et un taux d'activité parmi les 15 ans ou plus de 68,4 %.
Sur ces 183 actifs de 15 ans ou plus ayant un emploi, 20 travaillent dans la commune, soit 11 % des habitants. Pour se rendre au travail, 89,1 % des habitants utilisent un véhicule personnel ou de fonction à quatre roues, 3,3 % les transports en commun, 1 % s'y rendent en deux-roues, à vélo ou à pied et 6,6 % n'ont pas besoin de transport (travail au domicile).

### Activités hors agriculture
28 établissements sont implantés  à Caignac au 31 décembre 2019. Le tableau ci-dessous en détaille le nombre par secteur d'activité et compare les ratios avec ceux du département,.
Le secteur du commerce de gros et de détail, des transports, de l'hébergement et de la restauration est prépondérant sur la commune puisqu'il représente 28,6 % du nombre total d'établissements de la commune (8 sur les 28 entreprises implantées  à Caignac), contre 25,9 % au niveau départemental.

### Agriculture
|               | 1988 | 2000 | 2010 | 2020 |
| ------------- | ---- | ---- | ---- | ---- |
| Exploitations | 16   | 9    | 7    | 6    |
| SAU (ha)      | 701  | 662  | 804  | 739  |

La commune est dans le Lauragais, une petite région agricole occupant le nord-est du département de la Haute-Garonne, dont les coteaux portent des grandes cultures en sec avec une dominante blé dur et tournesol. En 2020, l'orientation technico-économique de l'agriculture  sur la commune est la polyculture et/ou le polyélevage. Six exploitations agricoles ayant leur siège dans la commune sont dénombrées lors du recensement agricole de 2020 (16 en 1988). La superficie agricole utilisée est de 739 ha,,.

## Culture locale et patrimoine
Cela fait maintenant plus de 70 ans que le foyer rural de Caignac œuvre à organiser des manifestations culturelles, festives, sportives et récréatives sur la commune.

### Lieux et monuments
- Église Saint-Étienne.
- Pigeonnier de Caignac pigeonnier inscrit aux monuments historiques.

### Héraldique
| Caignac | Son blasonnement est : D'or aux deux bandes de sinople, au chef du même. |